# Marcus Minucius Rufus (consul en -221)
Pour les articles homonymes, voir Minucius Rufus.
Marcus Minucius Rufus (mort en −216) est un homme politique de la République romaine.

## Biographie
En 221 av. J.-C., il est consul. Il remporte une victoire sur les Istriens.
Il est le magister equitum (chef de la cavalerie romaine) sous Fabius Maximus dit Cunctator, dictateur en 217 av. J.-C. C'est un adversaire politique du Cunctator. À la suite d'une bataille qu'il mène contre Hannibal à Gereonium en l'absence de Fabius, il est élevé au rang de dictateur par un plébiscite organisé par Varron : c'est la première fois que deux personnes occupent ce poste en même temps à Rome. Il est vaincu par Hannibal et ce n'est qu'après avoir été sauvé in extremis par Fabius que Minucius abandonne le titre de dictateur qui lui avait été octroyé. Il meurt le 2 août de 216 av. J.-C., lors de la bataille de Cannes.